# ديفيد همفريز ميلر
ديفيد همفريز ميلر (بالإنجليزية: David Humphreys Miller)‏ هو مؤرخ ورسام أمريكي، ولد في 8 يونيو 1918، وتوفي في 21 أغسطس 1992.

## وصلات خارجية
- دايفيد ميلر على موقع IMDb (الإنجليزية)